# توني سوين
توني سوين (بالإنجليزية: Tony Swain)‏ هو عالم نبات وكيميائي أمريكي، ولد في 1922، وتوفي في 25 سبتمبر 1987.